# 刊本
刊本（かんぽん）とは、印刷の技術により、多くの部数を複製された図書の総称である。出版本の別称。
手書きによる写本と対応する用語であり、印本、印刷本、版本、摺本（すりほん）と呼ぶこともある。鋟本（しんぽん）、鏤本（るほん）も同義。
狭義には、活版印刷などの近代印刷術以前の技術によって刊行された、木版本、木活字本、銅活字本などの古典や古籍に相当する印刷物の総称として用いられる場合もある。